# Liam Broady
Liam Tarquin Broady (Stockport, 4 de janeiro de 1994) é um tenista britânico que em 2012 foi vice-campeão juvenil do US Open de tênis e em 2011 foi vice-campeão juvenil do Torneio de Wimbledon. Mas que em 2010 ganhou o título juvenil de Duplas do Torneio de Wimbledon em parceria com o compatriota Tom Farquharson, e em 2012 ganhou o título juvenil de Duplas do Australian Open em parceria com o compatriota Joshua Ward-Hibbert.
Liam Broady já chegou a ser o N°. 116 do ranking mundial da ATP.